# Olof Ås
Olof Alvar Hage Ås, född 21 september 1892 i Katarina församling, Stockholm, död 4 september 1949 i Tureberg, Sollentuna, var en svensk inspicient och skådespelare.
Ås började som sjuttonåring vid Vasateatern i Stockholm. Han var verksam sedan 1912 som inspicient, biträdande regissör och inspelningsledare inom svensk film. Han avled i sviterna efter en olyckshändelse. Ås är begravd på Norra begravningsplatsen utanför Stockholm.

## Filmografi

### Roller
- 1912 – I lifvets vår
- 1912 – Dödsritten under cirkuskupolen
- 1912 – Agaton och Fina
- 1913 – Gränsfolken
- 1913 – Livets konflikter
- 1917 – Thomas Graals bästa film
- 1917 – Tösen från Stormyrtorpet
- 1917 – Terje Vigen
- 1917 – Alexander den Store
- 1918 – Thomas Graals bästa barn
- 1918 – Berg-Ejvind och hans hustru
- 1919 – Hans nåds testamente
- 1919 – Sången om den eldröda blomman
- 1919 – Ingmarssönerna
- 1920 – Mästerman
- 1920 – Karin Ingmarsdotter
- 1921 – De landsflyktige
- 1921 – En vildfågel
- 1921 – Körkarlen
- 1922 – Det omringade huset
- 1922 – Vem dömer
- 1923 – Eld ombord
- 1927 – Hin och smålänningen
- 1928 – A.-B. Gifta Bort Baron Olson
- 1929 – Säg det i toner
- 1929 – Konstgjorda Svensson
- 1943 – Brödernas kvinna
- 1946 – Harald Handfaste

### Inspelningsledare
- 1946 – Rötägg
- 1946 – Harald Handfaste

### Inspicient
- 1917 – Tösen från Stormyrtorpet
- 1917 – Thomas Graals bästa film
- 1918 – Thomas Graals bästa barn
- 1919 – Sången om den eldröda blomman
- 1919 – Ingmarssönerna
- 1919 – Herr Arnes pengar
- 1919 – Hans nåds testamente
- 1920 – Mästerman
- 1920 – Karin Ingmarsdotter
- 1922 – Vem dömer
- 1923 – Eld ombord
- 1924 – Gösta Berlings saga
- 1926 – Bröllopet i Bränna
- 1941 – Tänk, om jag gifter mig med prästen
- 1943 – Brödernas kvinna
- 1944 – Skogen är vår arvedel
- 1945 – Maria på Kvarngården
- 1947 – Kvarterets olycksfågel
- 1947 – Folket i Simlångsdalen
- 1948 – På dessa skuldror
- 1949 – Smeder på luffen
- 1949 – Människors rike

## Teater

### Roller (ej komplett)
| År   | Roll             | Produktion                       | Regi          | Teater         |
| ---- | ---------------- | -------------------------------- | ------------- | -------------- |
| 1920 | Eisenfresser     | Barnsölet Ludvig Holberg         | Rune Carlsten | Intima teatern |
| 1921 | Mannen i trikåer | Himlens hemlighet Pär Lagerkvist | Einar Fröberg | Intima teatern |

### Fotnoter
1. ↑  Dödsruna i Dagens Nyheter 5 september 1949 sid.16
2. ↑  ”Olof Ås”. Svensk Filmdatabas. http://sfi.se/sv/svensk-filmdatabas/Item/?type=PERSON&itemid=61126&ref=%2ftemplates%2fSwedishFilmSearchResult.aspx%3fid%3d1225%26epslanguage%3dsv%26searchword%3dolof+%C3%A5s%26type%3dPerson%26match%3dBegin%26page%3d1%26prom%3dFalse. Läst 18 februari 2013.
3. ↑  SvenskaGravar
4. ↑  ”Barnsölet”. Musikverket. http://calmview.musikverk.se/CalmView/Record.aspx?src=CalmView.Performance&id=PERF29441&pos=119. Läst 23 maj 2016.
5. ↑  ”Himlens hemlighet”. Musikverket. http://calmview.musikverk.se/CalmView/Record.aspx?src=CalmView.Performance&id=PERF29455&pos=132. Läst 23 maj 2016.